# Èumenes de Càrdia
Èumenes de Càrdia (grec antic: Εὐμένης, llatí: Eumenes) (362 aC-316 aC) fou un general grec de Càrdia, al Quersonès, i un dels diàdocs d'Alexandre el Gran.

## Biografia segonsPlutarc[1]

### Antecedents
Èumenes de Cardia fou el fill d'un carreter de Cardia, al golf de Melas, al Quersonès. Essent un infant, el rei Filip II de Macedònia, que anava a Cardia de tant en tant, va anar a veure com els joves s'exercitaven al pancration i en la lluita; entre els quals van destacar en la lluita el Jove Èumenes va cridar l'atenció del rei que el va prendre al seu servei.
A la mort de Filip, Èumenes era considerat un igual entre els més capacitats dels oficials d'Alexandre el Gran, i va rebre el títol de secretari principal, que era poc important, però era considerat un amic i un conseller íntim. Va exercir el càrrec per set anys i després tretze anys més amb Alexandre. Va tenir sempre lloc al consell. Fou comandant de dos divisions de cavalleria dels hetaris i va tenir la direcció d'una de les expedicions a l'Índia i quan va morir Hefèstion, Perdicas era el favorit, i Èumenes va succeir a Perdicas. Neoptòlem, l'escuder principal del rei, a la mort d'Alexandre, va dir que ell havia portat l'escut i espasa del rei, però Èumenes l'havia seguit igualment només amb l'escriptura. Era conegut que Alexandre apreciava a Èumenes i li va donar per muller a Artonis, germana de Apame (esposa de Ptolemeu) i de Barsine, la primera dona d'Alexandre (filla d'Artabazos II i mare d'Hèracles).
Algun cop va caure en desgràcia amb Alexandre, un parell de vegades per causa d'Hefèstion. La primera vegada Hefèstion va donar a un músic anomenat Euios, els quarters que els servidors d'Èumenes havien agafat pel seu senyor, cosa que va provocar la colera d'Èumenes; Alexandre inicialment va desautoritzar a Hefèstion, però més tard va tornar a canviar d'opinió i va considerar que Èumenes s'havia portat amb ell pitjor que amb el mateix Hefèstion. La segona vegada fou per un regal del rei a Èumenes o Hefèstion que ambdós es van disputar amb paraules gruixudes.
Un altre enfrontament amb el rei fou quan Alexandre va enviar a Nearcos amb una flota a explorar l'oceà; mancat de diners va demanar col·laboracions als seus principals generals i en concret a Èumenes li va demanar 300 talents, però aquest només en va oferir 100 al·legant que no en tenia més i va dir que veia difícil recaptar la resta entre els seus ajudants. Alexandre va refusar i no va mostrar cap hostilitat però tot seguit va ordenar als seus servidors d'incendiar la tenda d'Èumenes, obligant-lo així a treure els seus diners i posant al descobert la seva falsedat. La tenda es va cremar totalment i es van perdre tots els papers que com a secretari escrivia Èumenes, i es van trobar or i plata per valor de més de mil talents; però disgustat per la pèrdua dels papers el rei llavors no els va voler. Va escriure a tots els sàtrapes i generals demanant enviar còpies de tots els documents i quan van arribar en va confiar la custòdia altre cop a Èumenes.
A la mort d'Hefèstion, Alexandre va expressar el seu ressentiment contra tots els que podien haver envejat al favorit o es podien haver alegrat de la seva mort, i un dels més sospitosos fou Èumenes. Però aquest va aconseguir recuperar la confiança reial i entre les coses que va fer fou ajudar a Alexandre a les celebracions de la memòria del difunt, i va pagar bona part del funeral del seu patrimoni privat.
A la mort d'Alexandre va esclatar una lluita entre la falange, i els amics de l'últim rei i els generals. Èumenes simpatitzava amb la falange però nominalment va romandre neutral, i quan altres oficials es van retirar a Babilònia, ell va restar amb el cos d'Alexandre i va calmar al cos de la infanteria i els va portar a la reconciliació amb els generals.

### Primer repartiment
Després d'aquest disturbis els generals van discutir el repartiment de les satrapies entre ells. Èumenes fou fidel a Perdicas d'Orèstia. Capadòcia, Paflagònia i la costa del Pont fins a Trapezus foren per Èumenes, però una part del país era independent, i no és clar que Ariarates, rei de Capadòcia, reconegués de veritat als macedonis. Antígon i Leonatos van ser enviats a la zona per posar a Èumenes en possessió de la zona assignada amb un exèrcit però l'acció no es va concretar. Antígon, embriagat amb el poder, no va fer cas de les cartes de Perdicas que li ordenava fer-ho, però Leonatos es va dirigir cap a Frígia i va prometre fer una expedició a favor d'Èumenes.
Hecateos de Cardia, tirà de Càrdia, va demanar suport a Leonatos per anar en ajut d'Antípater i els macedonis, assetjats a Lamia. Leonatos hi valia anar i va cridar a Èumenes, al que va tractar de reconciliar amb Hecateos (les dos família tenien una llarga enemistat política, i el mateix Èumenes havia acusat anteriorment a Hecateos d'usurpar la tirania i havia demanat a Alexandre el Gran de restaurar la llibertat de Càrdia). Èumenes es va excusar, carregant les culpes a la presència d'Antípater i Hecateos, ambdós qualificats d'enemics personals; Leonatos va confiar un secret a Èumenes: l'ajut a Antípater només era una excusa i quan seria a Grècia aprofitaria per prendre el poder a Macedònia, i li va ensenyar una carta de Cleòpatra que l'invitava a Pella i li oferia la seva mà. Èumenes va prometre l'ajut a Leonatos però, desconfiant d'ell pel seu temperament obstinat, impulsiu i ambiciós, es va retirar de nit amb les seves forces i es va unir a Perdicas al que va informar dels plans de Leonatos; això va fer que Perdicas el tingués en la més alta consideració i fou admès a les reunions del consell.
Poc després el mateix Perdicas va dirigir una expedició a Capadòcia amb un fort exèrcit, va capturar al rei Ariarates II, va sotmetre el país, i va establir a Èumenes al govern de la satrapia; Èumenes va donar el govern de les ciutats als seus fidels i va establir guarnicions a les ciutats amb els seus propis oficials; també va nomenar jutges i recaptadors.
Perdicas se'l va emportar després de camí cap a Cilícia però a mig camí va considerar que necessitava un governant capacitat a les províncies que deixava endarrere i el va reenviar cap allí, i li va deixar l'administració completa sense adonar-se que no era prudent tenir a Èumenes allunyat de la seva cort. Èumenes planejava ocupar Armènia, on operava Neoptòlem i no volia a Perdicas a la vora, de manera que li va acceptar l'orde de tornar al·legant que es volia ocupar del seu propi govern.
Neoptòlem era ambiciós i vanitós. Èumenes es va esforçar per tractar amb ell, amb llargues converses. Èumenes volia fer contrapès a la falange macedònia i va aprofitar que la gent de la seva província eren bons genets per crear un cos de cavalleria potent; va abaixar els impostos i va donar altres beneficis a Capadòcia, va comprar molts cavalls que va distribuir entre els seus cortesans als que va oferir honors i recompenses, i els va obligar a entrenar-se. Així va poder formar un cos de cavalleria de 6300 homes ben entrenat i en molt poc temps.
Mentre Crater i Antípater havien reduït a Grècia i havien passat a Àsia per enderrocar a Perdicas, i la primera intenció fou entrar cap a Capadòcia. Perdicas estava en guerra amb Ptolemeu I Sòter i va nomenar a Èumenes comandant en cap de les forces de Capadòcia i Armènia; també va escriure a Àlcetes i Neoptòlem, dos sàtrapes als que va posar sota l'autoritat d'Èumenes. Àlcetes va rebutjar l'ordre i va al·legar que els macedonis s'avergonyirien de lluitar contra Antípater i que Crater era tan apreciat que seria rebut amb els braços oberts. Tanmateix Neoptòlem, no obertament però si d'amagat, no era fidel a Èumenes, i quan aquest el va cridar va refusar l'ordre i es va preparar per presentar batalla.
Èumenes va treure llavors profit dels seus preparatius. La seva infanteria fou derrotada per Neoptòlem però la cavalleria va posar les forces d'aquest en fugida i va capturar el camp enemic amb molt de material; la falange fou dispersada i va haver d'entregar les armes per salvar-se, Neoptòlem, amb les restes de l'exèrcit, es va retirar i es va reunir amb Crater i Antípater.
Aquestos, abans de la seva arribada, van enviar ambaixadors a Èumenes, i li van oferir de passar al seu camp a canvi de conservar les satrapies que posseïa i alguna altra amb un nombre addicional de soldats. Èumenes va declarar que no podia ser amic d'Antípater, i que amb Crater estava disposat a fer de mitjancer amb Perdicas per arribar a una entesa justa, però que si iniciaven les hostilitats ell estaria al costat del seu amic atacat, fins al final. Estaven discutint que fer quant va arribar Neoptòlem i els va demanar ajut i especialment a Crater.
Crater va enviar a Antípater a Cilícia amb bona part de les forces i ell mateix, amb la resta i amb Neoptòlem es va dirigir contra Èumenes, al que volia agafar de sorpresa. Èumenes però estava previngut, com era normal en un general. Èumenes va fer circular el rumor de què Neoptòlem, assistit per Pigris, avançava cap a Capadòcia i Paflagònia. Un somni que va tenir Èumenes el va fer arribar a la conclusió de què les coses estaven al seu favor i va optar per presentar batalla: va enviar a la cavalleria capadòcia dirigida per Farnabazos (fill d'Artabazos) i per Fènix de Tenedos, contra Crater, amb ordre d'avançar només veure'l. Ell mateix amb 300 homes a l'ala dreta, es va disposar a lluitar amb Neoptòlem. El xoc fou violent. Crater va causar moltes baixes amb la seva pròpia espasa però finalment fou ferit per un soldat traci i descavalcat; molts van passar per damunt seu sense reconèixer-lo però finalment fou capturat per Gòrgias, oficial d'Èumenes; Crater ja estava quasi mort i va morir poc després.
Mentre Neoptòlem i Èumenes es van enfrontar també. El primer fou ferit a la cama, i després va rebre una altra ferida de la qual va morir però abans va ferir a Èumenes, però la ferida fou lleu. Llavors Èumenes es va dirigir a l'ala esquerra, on ja la batalla s'havia decidit, i fou informat de la captura de Crater, al que va anar a veure i que va morir als seus braços. Èumenes el va fer enterrat d'acord amb la seva dignitat i va enviar les seves restes a Macedònia, a la seva dona i fills.
La victòria, deu dies només abans de l'anterior, va fer pujar la seva consideració i va despertar l'enveja d'altres, amics i enemics. La notícia de la mort de Crater fou enviada a Perdicas, al que ja ningú podia disputar el poder a Macedònia, però Perdicas s'enfrontava amb Ptolemeu a Egipte, i va morir tot just dos dies abans. Ara l'enemic a batre era Èumenes. La direcció de la guerra va passar a Antígon i Antípater.
Èumenes va intentar lliurar batalla a la plana de Lidia, prop de Sardes, intentant mostrar a la reina Cleòpatra que tenia una força considerable. Però a petició de Cleòpatra que tenia por de fer res que ofengués a Antípater, se'n va anar a l'alta Frígia i va passar l'hivern a Celenes. Allí es trobaven també Àlcetes, Polemó o Dòcim, aliats de Perdicas.
Havia promès pagar a les seves tropes en tres dies però no tenia diners per fer-ho, de manera que va vendre tots els castells i granges del país que havia confiscat als senyors perses, junt amb la població i els ramats de cada lloc. Cada capità o oficial va rebre la seva part i també es van satisfer les pagues endarrerides. Això li va retornar l'afecte dels soldats, trencat en part per la manca de pagament. Es van trobar uns papers en el qual els generals enemics prometien 100 talents i grans honors a l'home que matés Èumenes i aquest es va rodejar d'una guàrdia personal de 1000 homes, que el vigilava dia i nit. Els homes d'aquesta guàrdia van rebre honors i regals, porpra i robes de gran riquesa que era el regal més important que feien els reis macedonis.
Quan va perdre una batalla contra Antígon a territori d'Orcínia, a Capadòcia, per la traïció d'un dels seus oficials, va mostrar la seva grandesa. Va fugir però no va ometre penjar al traïdor i després de la batalla va tornar al lloc per enterrar als morts als que va incinerar amb els pals de les portes dels llogarets de la zona; els cossos dels oficials i soldats comuns foren cremats sobre piles separades, i només després es va retirar. El mateix Antígon es va mostrar admirat.
En un combat es va apoderar dels camps i tresors d'Antígon amb les riqueses acumulades després de diverses batalles, i va capturar molts homes lliures i esclaus, saquejant també la regió on es trobaven. Però per por que la riquesa dels seus homes els feu deixar el combat, es va aturar. Així que va ordenar aturar-se i alimentar al cavalls abans d'atacar i va enviar un missatge a Menandre perquè escoltés les riqueses capturades, car es trobava en una plana on podia ser atacat, i al peu d'una muntanya on la cavalleria no podia actuar. menandre es va retirar amb el botí deixant al lloc a Èumenes que va posar els seus homes en disposició d'atac. Una vegada Menandre va estar en lloc segur, Èumenes va fingir preocupació per la seva sort i va convèncer els macedonis, que no es volien retirar quant tenien més botí al seu abast.
Després d'això Èumenes es va anar retirant, ciutat rere ciutat; molts soldats el van abandonar, bé per por o bé per voler combatre. Finalment es va tancar a la fortalesa de Nora, als límits entre la Licaònia i la Capadòcia, amb només 500 cavallers i 200 infants. Allí va donar llibertat als seus fidels per marxar.
Antígon no va tardar a arribar i assetjar Nora. Va convidar a una trobada a Èumenes; aquest va demanar ostatges si volia tractar amb ell en persona i Antígon va enviar el seu nebot Ptolemeu, i després d'això Èumenes va anar a l'entrevista. Els dos caps es va abraçar cordialment doncs anys enrere havien estat amics i companys. A la reunió Èumenes no va fer esment de garanties per ell mateix ni una amnistia pels fets passats, i només va insistir a conservar el govern de les seves satrapies i recompensa pels seus serveis. Després de la mort de Crater, Èumenes era el general més popular de l'exèrcit macedoni i durant la trobada els soldats s'acostaven per veure'l, fins que Antígon els va fer retirar. Èumenes va poder tornar a Nora després de la reunió que no va portar a cap acord.
Antígon va estrènyer el cercle sobre Nora, i ell mateix se'n va anar. La fortalesa estava ben proveïda amb gra, aigua i sal i els assetjats disposaven de tot. L'inconvenient més gran era que el lloc on eren disposava de mot poc espai, i no podien fer exercici ni tampoc els cavalls; Èumenes va disposar una sala per caminar, i també va idear una manera per mantenir en forma els cavalls: els va lligar al sostre de l'estable aixecant el seu cap i part davantera, quedant sobre les potes del darrere i en aquesta postura els manaven amb la veu i el fuet, i així feien treballar al cavall, i en acabar l'exercici la civada se'ls donava calenta perquè l'haguessin de menjar a poc a poc.
Durant el setge Antígon va conèixer la mort d'Antípater a Macedònia i les lluites subseqüents entre Cassandre i Polipercó. En aquesta situació Antígon va decidir aliar-se a Èumenes i li va enviar a Hierònimos amb una proposta de pau, que incloïa el jurament de lleialtat a Antígon i com a contrapartida el reconeixement del govern de la satrapia de Capadòcia. Èumenes va modificar el jurament proposat i va llegir als macedonis les dues fórmules perquè diguessin quina era més raonable. La fórmula d'Antígon esmentava a la família reial al començament però després era en nom propi; la fórmula d'Èumenes posava a Olímpia i els prínceps de sang els primers i proposava que el jurament fos no solament a Antígon sinó també a Olímpia i als prínceps infants dels que Antígon era considerat només el representant. Aquesta segona formula va semblar millor als macedonis i fou aprovada i enviada a Antígon; així el setge de Nora fou aixecat.
Èumenes va retornar als capadocis tots els ostatges que tenia a Nora i els capadocis a canvi li van donar cavalls, bèsties de càrrega i tendes. Molts antics soldats dispersats van tornar amb Èumenes, i així en menys de dues setmanes va reunir un miler de cavallers i es va retirar ràpidament doncs temia a Antígon, que efectivament no va acceptar el jurament i va ordenar altre cop el setge. Antígon va mostrar força ressentiment per l'admissió del jurament modificat pels macedonis.

### De rebel a servidor de la corona
Altre cop Èumenes va fugir de ciutat en ciutat. En el camí va rebre cartes de Macedònia on es feia esment de la por pel creixent poder d'Antígon, i Olímpia l'invitava a assolir la custòdia del jove Alexandre IV Egos la vida del qual considerava en perill (319 aC). Al mateix temps Polipercó i el rei Filip III Arrideu li van enviar ordres de fer la guerra Antígon amb les seves forces de Capadòcia i li permeteren agafar 500 talents del tresor reial a Cyinda a Cària, pel restabliment dels seus afers, i la quantitat necessària per a la guerra.
Antígenes i Teutamos, els comandants dels Argyraspides, van rebre l'ordre de donar-li suport. Aquestos dos oficials van rebre amistosament a Èumenes, però en realitat n'estaven gelosos. Van dir a Èumenes que no disposaven dels diners que se li havien promès. Per trencar la seva resistència Èumenes va usar la superstició; un dia va dir que Alexandre se li havia aparegut en un somni i li havia ensenyat una sala amb mobles reials i un tron al centre, i que el rei havia dit que tots havien d'estar junts i ell estaria amb tots, per prosperar com havia fet als seus començaments sota els auspicis d'Èumenes". Antígenes i Teutamos van creure en la visió i van preparar una sala amb un tron on van celebrar des de llavors els consells amb la presència d'Èumenes.
De Cària, Èumenes va passar a les terres altes i pel camí se li va unir el seu amic Peucestes de Mieza, antic guardià personal d'Alexandre i governador de Persis, i altres sàtrapes. Però el poder els havia tornat orgullosos i no es podien entendre els uns amb els altres. Èumenes va esperar la seva oportunitat per eliminar-los; de moment va al·legar que buscava diners i va recaptar dels sàtrapes el que va poder.

### Altre cop en desgràcia
Mentre no hi havia perill els macedonis van acceptar suborns de tothom però quan Antígon es va presentar amb un exèrcit tots van recórrer a Èumenes com a general. Antígon va arribar al riu Pasitigris i els caps de la guàrdia dels passos d'aquest riu es van passar al seu bàndol sense lluita; només Èumenes era allí per plantar cara. El combat fou sagnant i el canal es va omplir amb 4000 cossos de morts; Èumenes va guanyar la batalla i va fer 4000 presoners. Això va demostrar que Èumenes era l'únic capacitat pel comandament.
Es va dirigir a Mèdia, i el sàtrapa de Persis, Peucestes, va oferir grans festes i esperava obtenir el comandament. Quan anaven a buscar l'enemic, Èumenes es va posar seriosament malalt i va haver de ser portat en llitera. L'enemic va aparèixer per les muntanyes i va descendir cap a la plana. La lluentor de les armadures daurades amb el sol tal com baixaven de les muntanyes, els elefants amb les seves torres damunt, i els vestits porpres de la cavalleria quan avançava pel combat, van sorprendre a les forces d'Èumenes que va haver de sortir de la llitera per assolir la direcció de la batalla. Antígon es va assabentar que Èumenes estava malalt i va pensar que seria una victòria fàcil però quan es va presentar al camp de batalla va veure als rivals ben formats. Des de la distància va veure la llitera d'Èumenes i es va retirar.
Els macedonis es van desplegar pel territori de la Gabiene per passar l'hivern, a molta distància del nucli central. Antígon, informat d'això, va retornar amb intenció de caure sobre les disperses tropes i sobre el país; però tan aviat com va entrar a la Gabiene els vents i el fred van obligar a encendre nombrosos focs. Els habitants del país en veure el foc van enviar emissaris amb dromedaris a Peucestes per explicar el que passava. Peucestes va comprendre que era l'enemic i va preparar la lluita. Èumenes, ja recuperat, li va prometre retardar l'arribada d'Antígon durant tres dies. Peucestes va convocar ràpidament a les tropes que havien d'arribar en aquest temps. Èumenes amb els seus oficial va sortir a cavall cap a una fortalesa en una muntanya alta que atragués a les forces d'Antígon. A la nit va encendre un gran nombre de focs com si fos un campament d'un exèrcit. Antígon en veure els focs es va sentir descobert; les seves forces estaven cansades de la marxa a peu sota el vent i el fred mentre que suposava a l'enemic fresc, de manera que va portar als seus homes a les ciutats per recuperar-se; durant el trajecte cap columna no fou atacada per l'enemic, cosa habitual quan un exèrcit està proper, i havia perdut molt de temps quan va saber pels locals que no hi havia cap exercit per poder-li fer front i es va adonar que Èumenes l'havia enganyat, i va reunir totes les forces per lliurar batalla contra la petita força d'Èumenes.
Les forces macedònies volien estar sota el comandament d'Èumenes i això va tornar a despertar l'enveja d'Antígenes i Teutamos, caps dels Argyraspides, que van preparar un complot contra la seva vida; els conspiradors van decidir aprofitar la batalla per matar a Èumenes al final. Però Eudamos, cap dels elefants, i Faedimos, en van informar a Èumenes, no per lleialtat sinó perquè li havien deixat diners i tenien por de no recuperar-los. Èumenes va cremar els seus papers, i va considerar dos opcions: deixar guanyar a Antígon o fugir per Mèdia i Armènia cap a Capadòcia, però no va prendre cap decisió. La falange i els argyraspides li van comunicar que estaven disposats a la lluita i que guanyarien; molts d'ells no havien estat mai descavalcats i tenien vora 70 anys i cap menys de 60.
Quan es va iniciar el combat els macedonis van cridar: "combateu contra els vostres pares". La infanteria d'Antígon fou derrotada i els batallons foren delmats, però en canvi la cavalleria fou victoriosa i es va apoderar del camp enemic. El pols aixecat pels homes i cavalls va fer que aquesta acció no fos percebuda.

### Mort d'Èumenes
Després del combat Teutamos va enviar missatgers a Antígon demanant el retorn dels ostatges i tresors capturats i Antígon va accedir a canvi de què li fos entregat Èumenes. Els argyraspides van acceptar. Es van presentar davant Èumenes, uns per lamentar la pèrdua dels materials, altres per aixecar l'esperit i altres per acusar de la derrota a algun dels comandants. Quan van veure l'oportunitat el van agafar i li van lligar les mans amb la seva pròpia faixa.
Nicanor fou enviat amb el presoner a Antígon. Èumenes va demanar abans parlar amb els macedonis als que va criticar que el seu trofeu era el seu propi general com a rescat per les seves coses i els va demanar que el matessin ells mateixos, i a canvi els perdonaria; les tropes van començar a cridar però els argyraspides va respondre que no era un autèntic grec sinó un quersonès (traci) que havia portat als macedonis a guerres infinites i van aconseguir que fos entregat.
Antígon, intranquil amb l'actitud dels soldats, va enviar deu dels seus elefants i un cos de soldats escollits, medes i parts, per vigilar-lo. Antígon no el va visitar i quan fou preguntat com se l'havia de vigilar, va dir que de la mateixa manera que com un elefant o un lleó, però li va fer treure les cadenes i li va permetre un servidor, i visites dels seus amics, i se li va donar tot el necessari. Va passar un cert temps per decidir la seva sort. El fill d'Antígon, Demetri, i Nearcos de Creta el volien salvar, però altres oficials insistien a matar-lo. Un dia Èumenes va preguntar al seu guardià Onomarc, perquè Antígon no el matava o alliberava, i aquest li va respondre que era fàcil matar a la batalla però no ara. Èumenes va respondre que havia trobat un home millor que ell mateix i Onomarc va dir que esperés la seva hora.
Finalment Antígon va decidir la mort. Va ordenar no donar-li menjar i al tercer dia va enviar al botxí que el va executar. El cos fou lliurat als seus amics per ser enterrat honorablement i posar les restes en una urna de plata per ser enviades a la seva dona i fills. Antígon va posar als argyraspides sota les ordres de Sibirtios, governador d'Aracòsia, però li va ordenar que utilitzes qualsevol mitjà per destruir-los, i cap d'ells va poder tornar mai més a Macedònia.